# Dowództwo Okręgu Korpusu Nr IV

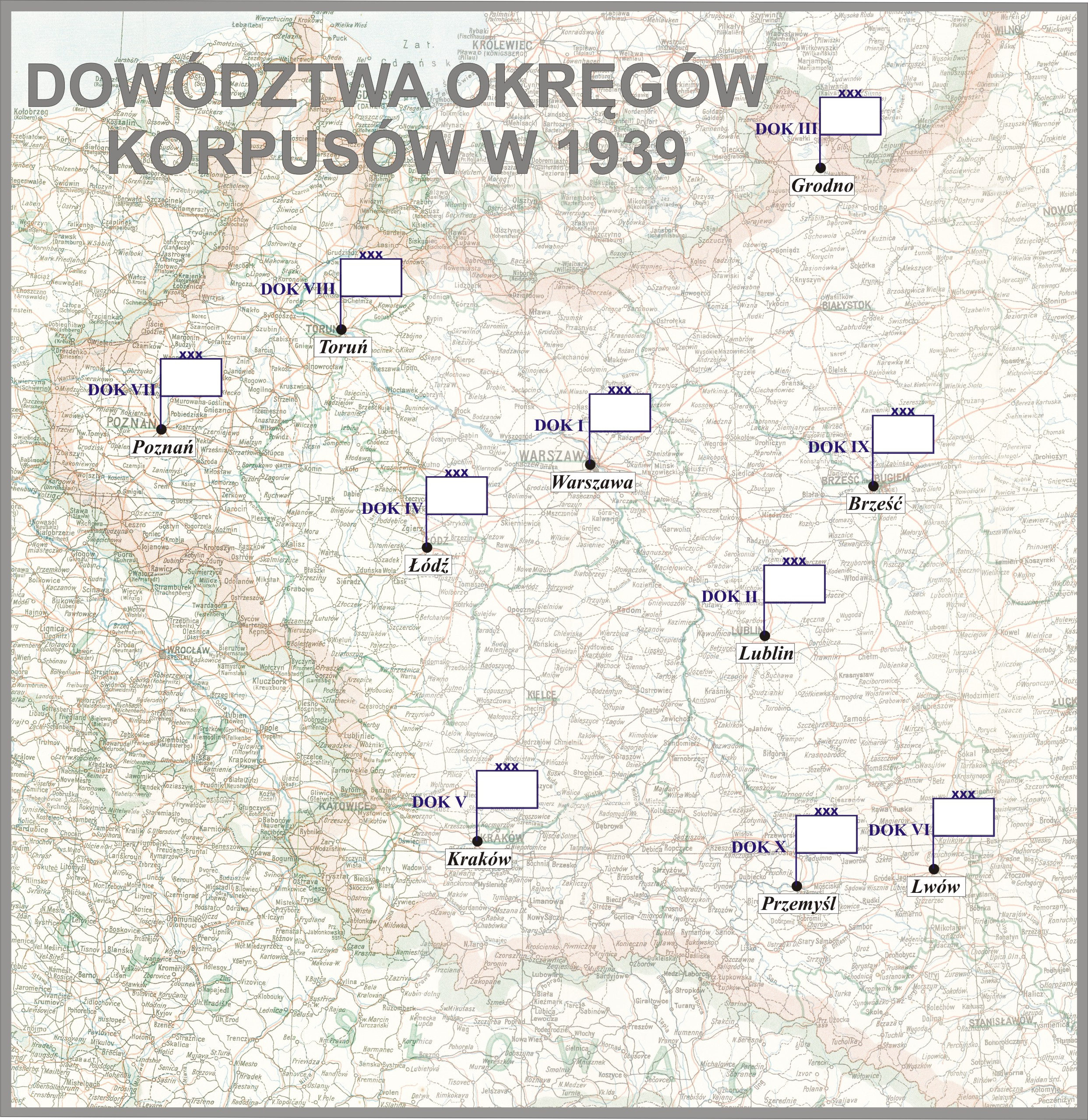
Dowództwa okręgów korpusów w 1939

Dowództwo Okręgu Korpusu Nr IV (DOK IV) – terytorialny organ Ministerstwa Spraw Wojskowych okresu II RP, pełniący funkcje administracyjno-gospodarcze, mobilizacyjne i garnizonowo-porządkowe z siedzibą w garnizonie Łódź.

## Obsada personalna Dowództwa Okręgu Generalnego „Łódź” i Dowództwa Okręgu Korpusu Nr IV
Dowódcy okręgu
- gen. ppor. Jan Romer (17 XI 1918[1])
- płk piech. Albin Jasiński (p.o. 17 - 27 XI 1918)
- gen. ppor. Aleksander Osiński (27 XI 1918 - 13 VIII 1919)
- gen. ppor. Kajetan Olszewski (18 VIII 1919 - 14 II 1921)
- gen. ppor. Jan Rządkowski (14 II 1921 - 28 I 1922)
- gen. dyw. Stefan Majewski (31 I 1922 - 12 VI 1924)
- gen. dyw. Władysław Jung (12 VI 1924 - 10 VII 1926[2])
- gen. dyw. Ignacy Kazimierz Ledóchowski (p.o. 10 VII - 1 IX 1926 i dowódca 1 IX 1926 - 1 II 1927)
- gen. bryg. Stanisław Oktawiusz Małachowski (p.o. 13 - 25 V 1926 i 1 II - 9 VII 1927)
- gen. bryg. Romuald Dąbrowski (od 9 VII 1927)
- gen. bryg. Stanisław Oktawiusz Małachowski (od 15 VII 1927)
- gen. bryg. Władysław Langner (od 3 IX 1934)
- gen. bryg. Wiktor Thommée (od 18 II 1938 → dowódca Grupy Operacyjnej "Piotrków")
- gen. bryg. Adam Korytowski (od 1 IX 1939)

Zastępcy dowódcy okręgu
- gen. ppor. Marceli Gosławski (od 14 I 1920)[3]
- gen. bryg. Leon Pachucki (26 IX 1921 - 31 I 1924)
- gen. dyw. Eugeniusz Pogorzelski (1 II - 26 VI 1924)
- gen. dyw. Ignacy Kazimierz Ledóchowski (od 10 IV 1925)
- gen. bryg. Adam Korytowski (VII - VIII 1939)

Pomocnicy dowódcy okręgu
- płk dypl. Eugeniusz Chilarski (10 VIII 1928 - 30 X 1935)
- płk dypl. Marian Bolesławicz (30 X 1935 - 5 VII 1939)

Szefowie sztabu
- ppłk SG Marian Przewłocki (9 - 23 XII 1918)
- płk SG Gustaw Kuchinka (8 XII 1918 - 1 IX 1921)
- ppłk SG Stefan Iwanowski (24 IX 1921 - 16 X 1923)
- ppłk SG Zygmunt Dzwonkowski (p.o. 15 X 1923 - 24 X 1924)
- ppłk SG Stefan Iwanowski (24 X 1924 - 14 IX 1926)
- płk SG Marian Eugeniusz Kozłowski (30 XI 1926[4] - 5 XII 1927)
- ppłk SG Jarosław Szafran (5 XII 1927 - 10 XI 1928)
- ppłk dypl. Władysław Smolarski (16 XI 1928 - 2 III 1931)
- ppłk dypl. Adam Świtalski (2 III 1931 - 7 XI 1932)
- płk dypl. Tadeusz Alf-Tarczyński (7 XI 1932 - 20 XI 1935)
- ppłk dypl. Piotr Bartak (20 XI 1935 - IX 1939)

Zastępcy szefa sztabu
- ppłk SG Stanisław Borowiec
- ppłk SG Walery Sławek (od 15 X 1923)

Szefowie Oddziału Ogólnego
Od 1932 - Wydział Ogólny, od 1933 - Samodzielny Referat Ogólny i od 1939 - Wydział Ogólny.
- mjr SG Witold Stankiewicz (VIII 1924 - 1925)
- mjr SG Kazimierz Putek (1925 - XI 1926)
- ppłk SG Jarosław Szafran (XI 1926 - XII 1927)
- mjr SG Eugeniusz Dmochowski (XII 1927 - III 1929)
- mjr dypl. Stanisław Bęben (III 1929 - XI 1930)
- mjr dypl. Adam Paszkowski (XII 1930 - VIII 1931)
- mjr dypl. Stefan Szlaszewski (IX 1931 - I 1932)
- mjr dypl. Tadeusz Rudnicki (I - VIII 1932)
- mjr dypl. Tadeusz Skwarczyński (VIII 1932 - 1939)

Kwatermistrzowie
- ppłk dypl. art. Marian Kułakowski (V – VIII 1939)
- płk dypl. kaw. Witold Gierulewicz (VIII – IX 1939)

Szefowie artylerii
- płk Aleksander Kowalewski[5] (1922-1924)

Szefowie inżynierii i saperów
- ppłk Edmund Berezowski[6]
- płk sap. Emanuel Homolacs (1923-1926)

Szefowie łączności i szefowie 4 Okręgowego Szefostwa Łączności w latach 1921-1929 i w 1939 roku
- mjr łącz. Emil Kaliński (XI 1921[7])
- ppłk łącz. Ludwik Ihnatowicz (XI 1921– XII 1922[7])
- mjr łącz. Zygmunt Karaffa-Kraeuterkraft (p.o. I – II 1923[7])
- mjr łącz. Józef Rębski (III – VI 1924 → zastępca dowódcy 1 płącz[8])
- mjr łącz. Zygmunt Karaffa-Kraeuterkraft (1924[7])
- mjr łącz. Andrzej Stręk (I 1925 – X 1926[7])
- kpt. łącz. Henryk Teszyński (p.o. XI 1926 – I 1927[7])
- ppłk łącz. Teofil Mazur (VI 1927[9] – IV 1928[10][11])
- mjr łącz. Józef Barycki (V 1928 – III 1929[12])
- mjr łącz. Wacław Tuziński (V – IX 1939[13])

Adiutanci dowódcy okręgu
- kpt Kazimierz Czyhiryn (lata 30, do 1938)

Szefowie intendentury
- płk int. Piotr Łokucijewski (od 26 I 1919[14])
- ppłk int. Antoni I Stankiewicz (1921-1927)
- ppłk int. Michał Hiszpański (1928 - III 1929)
- ppłk int. Józef Meksza (III 1929)
- ppłk int. Emil Swoboda (IV 1929 - XII 1932)
- ppłk int. Stanisław Burnagel (I 1933 - VI 1938)
- ppłk int. z WSW Zenon Bosak-Pakowski (VI 1938 - IX 1939)

Szefowie sanitarni / szefowie 4 Okręgowego Szefostwa Sanitarnego
- płk lek. dr Jakub Arct (szef Działu Sanitarnego i Oddziału IX Sanitarnego DOG Łódź 3 II 1919 - 1921)
- płk lek. dr Kazimierz Steier (1921 - 30 IV 1927 → stan spoczynku)
- płk lek. dr Stefan Rajmund Wojciech Miłodorowski (V 1927[15] - II 1930)
- płk lek. dr Mieczysław Marx (VI 1930[16] - 30 VI 1934 → stan spoczynku[17])
- płk lek. dr Antoni Stanisław Więckowski (VI 1934[18] - 30 XI 1935 → stan spoczynku)
- płk lek. dr Edward Wertheim (XII 1935 - † 15 I 1939)
- ppłk / płk lek. dr Kazimierz Baranowski (I - IX 1939)

Szefowie weterynarii
- płk lek. wet. Ludwik Symon[19]
- płk lek. wet. Maksymilian Kowalewski

Szefowie poboru i inspektorzy poborowi
W listopadzie 1921 zostało utworzone Szefostwo Poborowe DOK IV. Z dniem 1 sierpnia 1924 roku szefostwo zostało zlikwidowane, a nadzór nad działalnością powiatowych komend uzupełnień objął inspektor. W czerwcu 1927 roku stanowisko inspektoru w DOK IV zostało zlikwidowane, a w sierpniu następnego roku przywrócone. Z dniem 1 grudnia 1934 roku stanowisko inspektora poborowego zostało zniesione
- płk Wiktor Romaszkiewicz (XI 1921 – V 1922[21])
- ppłk / tyt. płk piech. / płk kanc. Stanisław Czajewski[22] (1923 – VI 1927[21])
- ppłk piech. Eustachy Serafinowicz (I 1929[23] – III 1930[24])
- płk piech. Wojciech Emanuel Piasecki (III 1930 – 31 VII 1934 → stan spoczynku)

Szefowie remontu
- płk Mikołaj Karatajew (był w 1923)[5]

Szefowie duszpasterstwa wyznania rzymskokatolickiego
- dziekan ks. Antoni Burzyński (1921 - VI 1927)
- dziekan ks. Stanisław Zieliński (VI 1927 - XII 1933)
- proboszcz ks. Ludwik Tyszko (1 V 1930 – 30 XI 1931)
- dziekan ks. Kazimierz Suchcicki (1934 - IX 1939)

Kierownicy Okręgowego Urzędu Wychowania Fizycznego i Przysposobienia Wojskowego w Łodzi
- kpt. Tadeusz Marszałek (1929)
- mjr Leon Ulatowski (1929 - 1932)
- ppłk Stefan Cieślak (1932 - 1933)
- ppłk dypl. Jan Gabryś (XII 1933 - 4 IX 1937)
- ppłk piech. Karol Kurek (23 IX 1937 - 1939)
- mjr Bolesław Gronczyński (1939)

Dowódca OPL OK IV (od maja 1939 – dowódca OPL i OPGaz. OK IV)
- płk dypl. piech. dr Władysław Kulma (III 1937 – IX 1939)